# Gucci Girl
Gucci Girl è un singolo della cantante tedesca Katja Krasavice, pubblicato il 26 luglio 2019 come primo estratto dal primo album in studio Boss Bitch.

## Video musicale
Il video musicale è stato reso disponibile in concomitanza con l'uscita del singolo.

## Tracce
Testi e musiche di Katja Krasavice, The Ironix, Søren Rasted, Claus Norreen, René Dif, Karsten Dahlgaard, Johnny Mosegaard Pedersen e Lene Crawford Nystroem.
1. Gucci Girl – 2:43

## Formazione
- Katja Krasavice – voce
- The Ironix – produzione
- Lex Barkey – mastering

## Classifiche
| Classifica (2019) | Posizione massima |
| ----------------- | ----------------- |
| Austria           | 21                |
| Germania          | 21                |
| Svizzera          | 80                |